# Velešín
Velešín ([ˈvɛlɛʃiːn] Ausspracheⓘ; deutsch Weleschin) ist eine Stadt im Okres Český Krumlov in Tschechien. Sie liegt elf Kilometer östlich von Český Krumlov und gehört zur Region Jihočeský kraj.

## Geographie

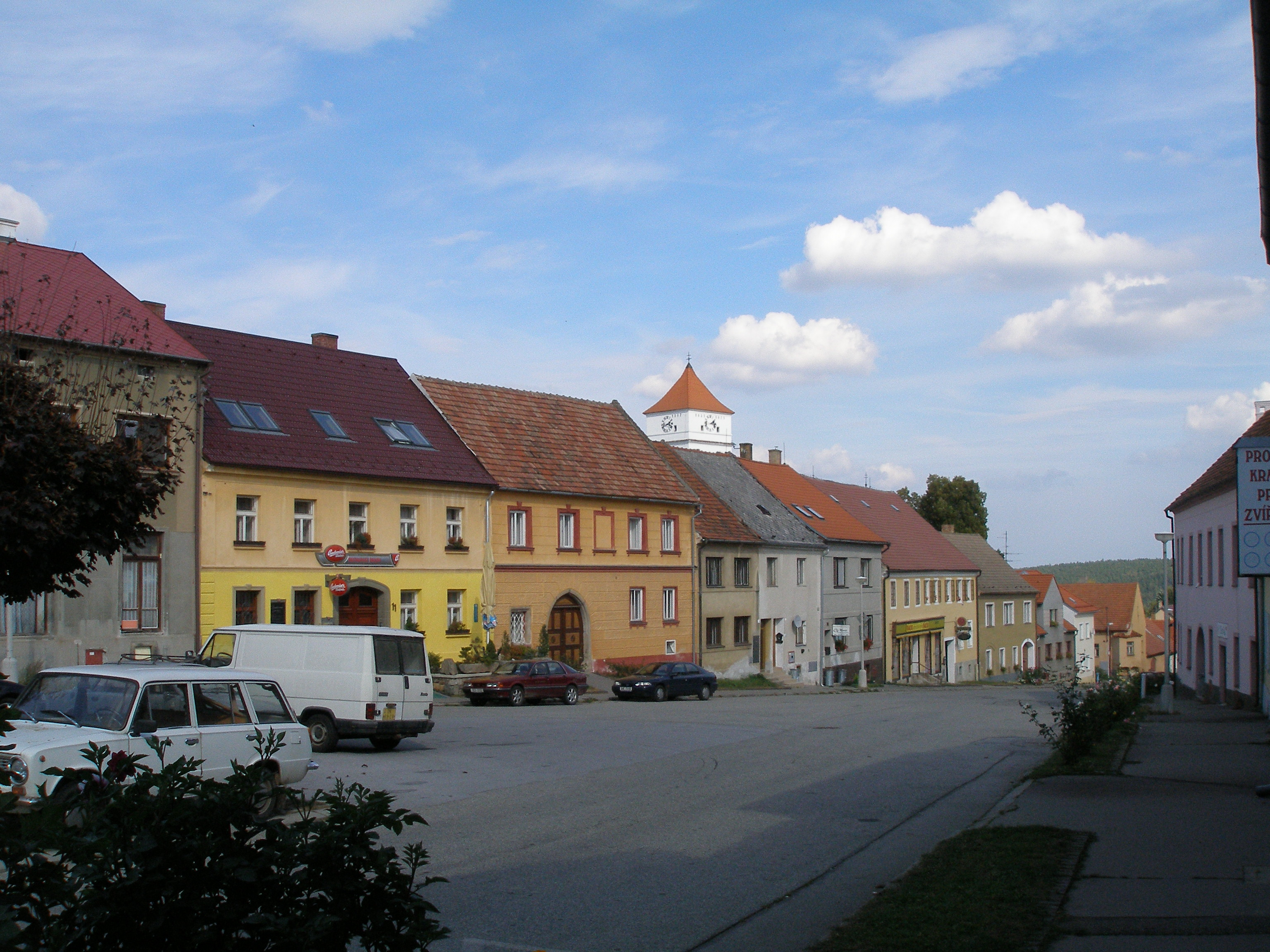
Velesin

Die Stadt befindet sich linksseitig des Maltschtals über der Trinkwassertalsperre Římov. Am westlichen Stadtrand verläuft die Europastraße 55 / Staatsstraße 3 zwischen Kamenný Újezd und Kaplice. Zwei Kilometer westlich von Velešín führt die Strecke der Summerauer Bahn vorbei, dort befindet sich in der Siedlung U Nádraží der Bahnhof. Näher gelegen ist der nordwestlich von Velešín gelegene Bahnhalt Velešín-městys. Im Osten liegen auf einem Felssporn über der Talsperre die Reste der Burg Velešín.
Nachbarorte sind Veselka, Holkov und Horní Vesce im Norden, Horní Římov, Římov, Kladiny, Mokrý Lom und Lahuť im Nordosten, Hrachovy Hory, Sedlce, Svatý Jan nad Malší und Svachov im Osten, Dlouhá, Chodeč und Bor im Süden, U Nádraží und Skřidla im Westen sowie Horní Svince im Nordwesten.

### Gemeindegliederung
Die Stadt besteht aus den Ortsteilen Bor (Borr), Chodeč (Chotsche), Holkov (Holkau), Skřidla (Skridla) und Velešín sowie den Siedlungen U Nádraží, Veselka (Weselka) und Zadní Bor. Grundsiedlungseinheiten sind Bor, Chodeč, Holkov, Skřidla, Velešín und Velešín-u nádraží.
Das Gemeindegebiet gliedert sich in die Katastralbezirke Chodeč, Mojné-Skřidla, Prostřední Svince-Holkov und Velešín.

### Nachbargemeinden
| Dolní Třebonín |                                             | Římov               |
| Mojné          | Kompassrose, die auf Nachbargemeinden zeigt | Svatý Jan nad Malší |
| Zubčice        | Zvíkov                                      | Netřebice           |

## Geschichte
Die königliche Burg Velešín wurde im ersten Drittel des 13. Jahrhunderts durch Ottokar I. Přemysl oder dessen Sohn Wenzel I. errichtet. Auf der gegenüberliegenden Seite des Maltschtales entstand eine Ansiedlung. 1265 überließ Přemysl Ottokar II. dem Čéč von Budějovice die Burg mit allem Zubehör als Ausgleich für die zu den Stadtgründungen von Budweis und Frauenberg eingezogenen Gebiete. Im darauf folgenden Jahre erwarb der Stammvater des Geschlechts der Michalovice, Beneš von Markvartice, Velešín. Nachdem Ottokar II. Beneš von Markvartice diesen Besitz wieder eingezogen hatte, erhielt 1283 Beneš Sohn Jan von Michalovice von König Wenzel II. Velešín zurück.
Durch die vorteilhafte Lage an der Handelsstraße von Budweis nach Freistadt entwickelte sich Velešín schon recht bald zu einem Marktflecken. 1387 erwarb Ulrich I. von Rosenberg die Grundherrschaft Velešín einschließlich der zugehörigen Dörfer Sedlce, Tolišovice, Chlum, Polžov und Kladějov von Jan IV. Michalec von Michalovice. 1391 wurde Velešín zur Stadt erhoben.
Während der Hussitenkriege nahm Jan Čapek ze Sán die Stadt ein und hielt sie besetzt. Die Burg Velešín lag seit 1487 wüst und die Grundherrschaft wurde mit Benešov nad Černou, Malonty und Tichá zusammengefasst. In der Stadt wurden verschiedenste Handwerksgewerke ansässig und 1568 entstand die erste Innung. Nach dem Tode des letzten Rosenbergers Peter Wok fiel dessen Erbe 1611 an Johann Georg von Schwanberg. Der Besitz seines Sohnes und Nachfolgers Peter von Schwanberg wurde 1620 wegen dessen Beteiligung am Ständeaufstand nach der Schlacht am Weißen Berg konfisziert und im Jahr darauf die Grundherrschaft Gratzen an Charles Bonaventure de Longueval, Comte de Bucquoy verliehen.
Bis zur Aufhebung der Grundherrschaften im Jahre 1848 war Velešín als ein erbuntertäniges Städtchen, in dem Handwerk und Ackerbau dominierten, im Besitz der Buquoy.
In der Mitte des 19. Jahrhunderts verlor Velešín durch die Pferdeeisenbahn Budweis–Linz–Gmunden an Bedeutung, da viele Transporte nun nicht mehr durch die Stadt, sondern auf der Bahn um die Stadt erfolgten. Die Inbetriebnahme der St. Valentin–Budweis im Jahre 1871 änderte daran wenig, da diese hier im Wesentlichen auf der alten Pferdebahntrasse angelegt worden war. Durch mehrere Brände in den Jahren 1622, 1628, 1773, 1845, 1868 und 1896 entstanden große Schäden.
Nach der Gründung der Tschechoslowakei 1918 gehörte Velešín zum Bezirk Český Krumlov. Nach dem Münchner Abkommen verblieb Velešín bei der Tschechoslowakei und gehörte zwischen 1939 und 1945 zum Politischen Bezirk Budweis im Protektorat Böhmen und Mähren.
Zum Ende des Zweiten Weltkrieges rollten am 16. und 25. Januar 1945 auf der Bahnstrecke die Todestransporte vom KZ Auschwitz nach Mauthausen an Weleschin vorbei. Letzterer fuhr am 26. Januar erneut auf der Strecke, da das Lager Mauthausen überfüllt war und die Ankömmlinge nach KZ Sachsenhausen fortgeschickt wurden. Auf den sieben Kilometern zwischen beiden Bahnstationen wurden dabei 21 Leichen aus den Wagen geworfen und nach Kriegsende auf dem Friedhof bestattet.
Nach dem Zweiten Weltkrieg kam Velešín zur wiedererrichteten Tschechoslowakei zurück. Das ehemalige HJ-Lager Strahov im Maltschtal wurde nach Kriegsende bis 1946 als Internierungslager für Deutsche vor ihrer Abschiebung nach Bayern genutzt. In dieser Zeit war auch der Schwarzenberger Archivar Karl Tannich im Lager interniert, der während dieser Zeit das Stadtarchiv ordnete.
Im 20. Jahrhundert wurde das tief eingeschnittene Mäandertal der Maltsch zum Ziel vom Erholungssuchenden, bis es in den 1970er Jahren durch den Talsperrenbau in Římov überflutet wurde. Seit dem 1. Februar 1996 besitzt Velešín wieder Stadtrechte. Am 23. Februar 2000 brannte das Geburtshaus von Josef Vlastimil Kamarýt ab.

## Sehenswürdigkeiten
- St. Wenzels-Kirche, erbaut im 13. Jahrhundert und 1491 mit dem Turmanbau erweitert. Ihre barocke Gestalt erhielt sie zwischen 1754 und 1763
- Kirche der Heiligen Philippus und Jakobus, erbaut im 13. Jahrhundert
- Spätgotische Bürgerhäuser am Marktplatz
- Mariensäule im Barockstil
- Rathaus, erbaut 1611
- Reste der Burg Velešín
- Trinkwassertalsperre Římov
- Einspanne und Kutschhaus sowie Damm und Brücke der Pferdeeisenbahn Budweis–Linz–Gmunden in Holkov

## Söhne und Töchter der Stadt
- Josef Vlastimil Kamarýt (1797–1833), tschechischer Dichter
- Oskar Löwenstein (1897–1943), tschechischer Ingenieur